# Nomada aquilarum
Nomada aquilarum là một loài Hymenoptera trong họ Apidae. Loài này được Cockerell mô tả khoa học năm 1903.